# Papa Dâmaso II
Dâmaso II (em latim: Damasus II), nascido Poppo von Brixen; (Baviera, 1000 — Palestrina, 9 de agosto de 1048) foi o 151.º Papa da Igreja Católica de 17 de julho de 1048 até data de sua morte. Foi o segundo dos pontífices germânicos nomeados pelo imperador Henrique III (1039–1056). Natural da Baviera, foi o terceiro germânico a tornar-se papa, tendo tido um dos papados mais curtos da história. Era Bispo de Brixen quando o imperador o encaminhou para o papado. Foi Papa somente 23 dias: morreu de malária. 